# Vierde en vijfde expeditie naar Bali

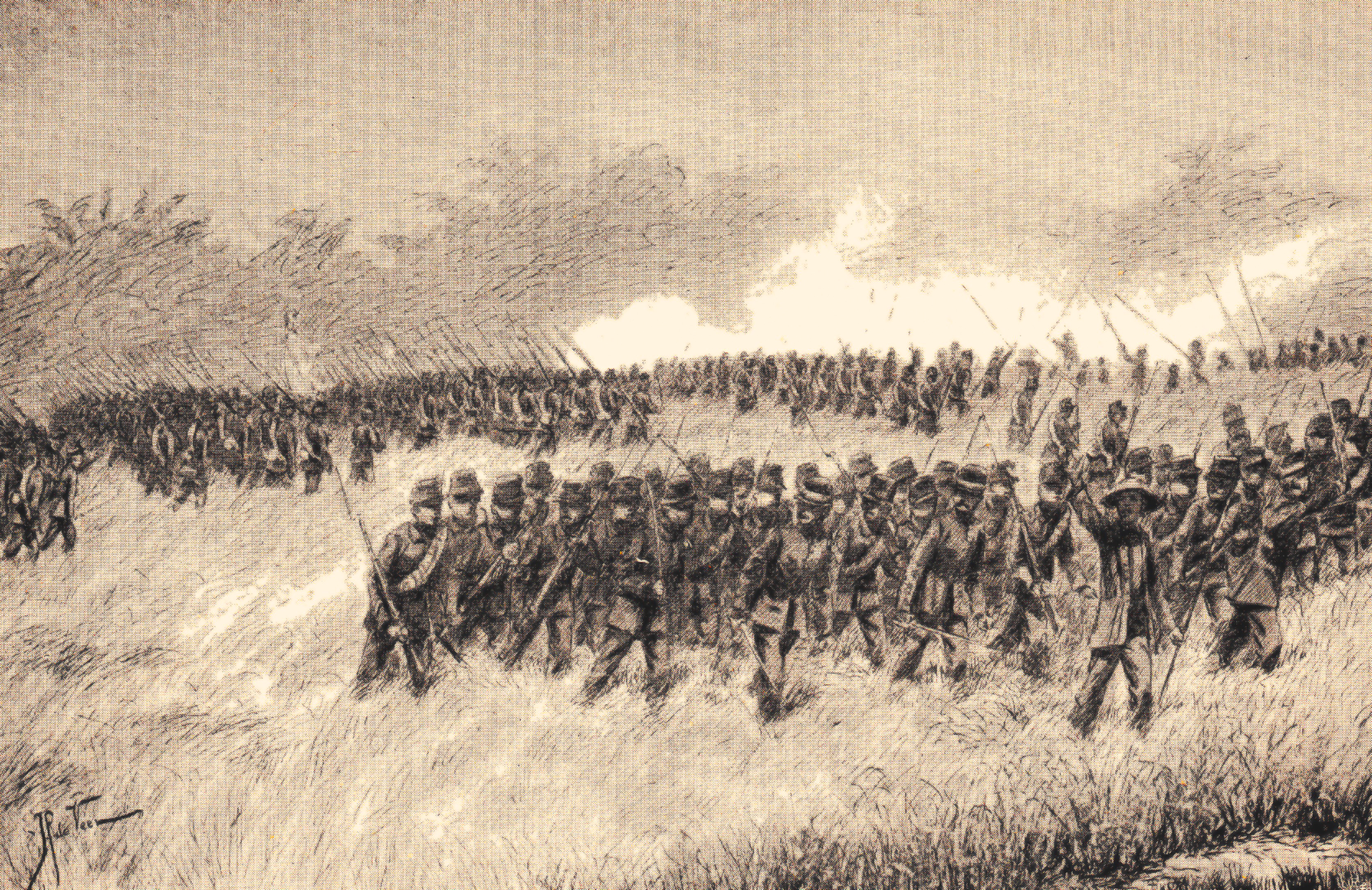
Aanval onder leiding van kolonel De Brabant op een kampong

De vierde en vijfde expeditie naar Bali vonden plaats in het district Banjar in Buleleng in respectievelijk 1858 en 1868.

## Inleiding
De tweede helft van de 19e eeuw was in politiek opzicht een onrustige periode voor de zuidelijke helft van Bali. Regelmatig was er sprake van bekoelde tot vijandige verhoudingen tussen de verschillende vorstendommen. Diverse keren kwam het tot gewapende strijd als een vorstendom zijn macht en invloed wilde vergroten ten koste van het andere. Een belangrijke rol werd daarbij gespeeld door de nieuwe vorst van Klungkung, die zijn in 1849 overleden vader had opgevolgd. Hij trachtte invloed te herwinnen die onder zijn oude en zwak geworden vader verloren was gegaan. Het Nederlands-Indisch gouvernement hield zich na afloop van de derde expeditie naar Bali in 1849 tamelijk afzijdig, zoals  bepaald bij de Vrede van Kuta in 1849.
De verdeeldheid tussen de vorsten van Bali was mede een oorzaak van de voor Bali slecht verlopen derde expeditie van 1849. De vorsten van Badung, Tabanan , Bangli en Selaparang (Lombok) hadden een vriendschappelijke verhouding met de Nederlands-Indische regering. Buleleng en Karangasem waren daarvan het duidelijkst afkerig. De Vrede van Kuta leidde niet tot meer onderlinge eenheid. Twee spelers op het politieke toneel, die bij de Vrede van Kuta een belangrijke rol hadden gespeeld, kwamen te overlijden, Mads Lange in 1854 en vorst Kesiman van Kesiman-Badung in 1861. 
De onderlinge vijandelijkheden waren tot nadeel van de gewone bevolking, waaruit bij conflicten weerbare mannen werden gerekruteerd die eigenlijk in de landbouw nodig waren. Gewapende conflicten leidden vaak tot schade aan oogsten en het jarenlang braak liggen van gronden, vooral langs de grenzen van de strijdende vorstendommen.
Het noorden van Bali kende in de tweede helft van de 19e eeuw een vrij rustige periode met een geleidelijk groeiende welvaart. Dat Buleleng-haven in 1861 een vrije haven was geworden waar geen in- en uitvoerrechten verschuldigd waren droeg hier veel aan bij. De haven werd een knooppunt en opslagplaats in het handelsnetwerk van Singapore. Belangrijke invoerproducten waren opium en textiel, uitvoerproducten waren rijst en in toenemende mate koffie. De handel werd gedomineerd door Chinezen (vooral die in opium), Buginezen en Arabieren. Een groot deel van de opium werd verder verscheept/gesmokkeld naar Java. Als gevolg van deze ontwikkeling werden de zuidelijke havens bij Kuta minder belangrijk en ontstond er toenemend transport van goederen over land tussen Buleleng en het zuiden. De voormalige vorstendommen Buleleng en Jembrana waren sinds 1849 onder rechtstreeks Nederlands-Indisch bestuur geplaatst. Toch vond juist daar nog tweemaal een militaire ingreep door het Nederlands-Indisch leger plaats. In politiek en economisch opzicht nam de Nederlandse invloed in heel Bali langzaam toe.

## Vierde militaire actie
In het midden van de jaren 50 begon een punggawa (districtshoofd), Nyoman Gempol, in de ogen van het gouvernement negatieve berichten te verspreiden over de Nederlandse exploitatie van Java. Hij riep op tot verzet nu dat nog kon. In december 1858 werd gedurende ruim twee weken een militaire actie uitgevoerd tegen enkele dorpen in het betreffende district van Buleleng.
Voor deze actie werden 700 man troepen van Java aangevoerd met een gecharterd koopvaardijschip, op militair transport werd niet gewacht. De dorpen waar Gempols aanhangers woonden werden dermate "systematisch" doorzocht dat de boeren vlot de opstandige punggawa uitleverden om weer van de soldaten af te zijn. Nyoman Gempol werd naar Java verbannen.

## Vijfde militaire actie
Bewoners van het dorp Banjar, 20 km ten westen van Singaraja waren in opstand gekomen tegen de door het gouvernement benoemde radja van Buleleng (een Balinees van Buleleng). De leider van de opstand was Ide Made Rai, een ontslagen districtshoofd van Banjar. Hij stond bekend om zijn escapades, overtredingen, vetes, de wisselende samenstelling van zijn vrienden en vijanden, maar was daarbij ook een lokale volksheld. Toen het Nederlandse bestuur en de radja hier genoeg van hadden benoemden ze een ander districthoofd en werd hij naar Java verbannen. Na enkele jaren keerde hij zonder toestemming terug en wist een groep volgelingen te verzamelen, daaronder de hoofden van enkele dorpen. De assistent-resident en de regent van Buleleng togen naar de resident op Java voor advies. Tijdens hun afwezigheid vielen aanhangers van Ide Made Rai de hoofdplaats Singaradja aan en doodden de patih (eerste minister). De resident kwam zelf naar Bali en deed pogingen de conflicten te dempen. Vier aanhangers werden tot twaalf jaar dwangarbeid veroordeeld maar Ida Mahe Rai bleef op vrije voeten. Hij heerste over het district Bandjar als een radja, wist een leger op te bouwen en had de steun van de vorst van naburig Bangli. De omvang van de rebellie noopte het gouvernement in 1868 tot het sturen van een militaire expeditie van beperkte omvang.
Deze vond plaats van eind september tot eind november 1868. Zij had een omvang van 800 man onder majoor Van Heemskerk. Hij opereerde behoedzaam tegen een actief verzet en boekte geen resultaten. Na een aanvulling met 700 man versterking en overdracht van het commando aan kolonel De Brabant, kwam er schot in de zaak. Ide Made Rai vluchtte eerst nog met een vijftal van zijn belangrijkste assistenten naar het vorstendom Mengwi, maar werden door de bevolking aan de Nederlanders uitgeleverd. Zij werden naar Java verbannen. De verliezen aan Nederlandse zijde bedroegen twee gedode officieren en tien soldaten. Hierna kwamen in Noord-Bali geen opstanden meer voor.

## Resultaat
Door alle ontwikkelingen was het politieke beeld in Bali eind 19e/begin 20e eeuw veranderd. Op 1 juli 1882 was de residentie Bali en Lombok ingesteld door het gouvernement. Buleleng in het noorden en Jembrana in het westen vielen direct onder de resident. Karangasem en Gianyar waren onder gezag van het gouvernement gekomen maar onder het bestuur van afstammelingen van de oude aldaar regerende vorstenhuizen, nu met de titel van Stedehouder. De vorsten van Klungkung, Bangli, Tabanan en Badung behielden nog hun status zoals omschreven in de contracten bij de Vrede van Kuta in 1849.